# Markus Öhler
Markus Öhler (* 5. April 1967 in Linz an der Donau, Österreich) ist ein österreichischer evangelischer Theologe.

## Leben
Markus Öhler wuchs in Linz an der Donau auf. Seine Eltern besaßen einen mittelständischen Betrieb zur Erzeugung von Stempeln und Schildern; sein Vater Adolf Öhler war engagiertes Mitglied der Evangelischen Pfarrgemeinde Linz-Urfahr. Markus Öhler studierte 1985–1991 an der Evangelisch-Theologischen Fakultät der Universität Wien Evangelische Theologie. 1991 übernahm er die Stelle eines Assistenten am Institut für Neutestamentliche Wissenschaft bei Kurt Niederwimmer, unter dessen Anleitung er auch promovierte. Der Titel seiner Dissertation lautete Elia im Neuen Testament. Untersuchungen zur Bedeutung des alttestamentlichen Propheten im Neuen Testament. Anschließend widmete er sich seiner Habilitation, die sich mit der Person des Barnabas beschäftigte. Von 1999 bis 2001 erhielt er zur Arbeit an dieser Untersuchung ein Erwin-Schrödinger-Stipendium des Fonds zur Förderung der wissenschaftlichen Forschung, das ihn für zwei Jahre an die Universität Tübingen führte. 2001 wurde er mit dieser Untersuchung für das Fach Neutestamentliche Wissenschaft an der Universität Wien habilitiert. Nach einer weiteren Tätigkeit als Universitätsassistent und einer Gastprofessur an der Universität Hamburg übernahm er 2011 als Nachfolger von Wilhelm Pratscher den Lehrstuhl für Neutestamentliche Wissenschaft an der Evangelisch-Theologischen Fakultät der Universität Wien.

## Mitwirkung in wissenschaftlichen Vereinigungen
Öhler ist Mitglied in der Studiorum Novi Testamenti Societas (SNTS), in deren Rahmen er gemeinsam mit Hermut Löhr und Anders Runesson seit 2010 das Seminar „Social History and the New Testament“ organisiert. Gemeinsam mit Wilhelm Pratscher organisierte er 2009 den Jahreskongress der SNTS in Wien. Innerhalb der Society of Biblical Literature (SBL) ist er als Vortragender aktiv und war Mitveranstalter von zwei International Meetings in Wien. Während seiner Assistentenzeit gründete er gemeinsam mit Carsten Claußen 2007 die Arbeitsgemeinschaft Neutestamentlicher Assistenten und Assistentinnen (ag-ass).

## Forschungsschwerpunkte
Die Forschungstätigkeit von Markus Öhler konzentrierte sich zu Beginn seiner Arbeiten auf Themen Biblischer Theologie, später orientierte er sich an kultur- und religionsgeschichtlichen Fragestellungen zur Erforschung des frühen Christentums und der frühchristlichen Literatur. Die gegenwärtigen Forschungsschwerpunkte sind die Geschichte des frühen Christentums, die Bedeutung epigraphischer Zeugnisse für das Verständnis des Neuen Testaments sowie der Römerbrief des Apostels Paulus.
Neben der historisch-kritischen Erforschung des Neuen Testaments beschäftigt sich Öhler auch mit Bibliodrama.
Er ist gemeinsam mit Alexandra Grund-Wittenberg Herausgeber der Reihe Lebenswelten der Bibel im Gütersloher Verlagshaus.

## Schriften (Auswahl)
- Elia im Neuen Testament. Untersuchungen zur Bedeutung des alttestamentlichen Propheten im frühen Christentum (= BZNW 88). de Gruyter, Berlin–New York 1997.
- Barnabas. Die historische Person und ihre Rezeption in der Apostelgeschichte (= WUNT 156). Mohr Siebeck, Tübingen 2003.
- Barnabas. Der Mann in der Mitte (=  Biblische Gestalten 12). Evangelische Verlagsanstalt, Leipzig 2005 (ungar. 2007).
- Geschichte des frühen Christentums (= UTB 4737). Vandenhoeck & Ruprecht, Göttingen 2018.

Als Herausgeber:
- Alttestamentliche Gestalten im Neuen Testament, Darmstadt 1999.
- gem. mit Michael Becker: Apokalyptik als Herausforderung neutestamentlicher Theologie, WUNT 2. Reihe 214, Tübingen 2006.
- gem. mit Wilhelm Pratscher und Markus Lang: Das ägyptische Christentum im 2. Jahrhundert, SNTU.NF 6, Wien 2008.
- gem. mit Carsten Claußen: Exegese und Dogmatik, BThSt 107, Neukirchen–Vluyn 2010.
- Aposteldekret und antikes Vereinswesen. Gemeinschaft und ihre Ordnung, WUNT 280, Tübingen 2011.
- Taufe, Themen der Theologie 5, UTB 3661, Tübingen 2012.
- Religionsgemeinschaft und Identität. Prozesse jüdischer und christlicher Identitätsbildung, BThSt 142, Neukirchen–Vluyn 2013.
- Epigraphik und Neues Testament, WUNT 365, Tübingen 2016.
- Paulinische Schriftrezeption. Grundlagen – Ausprägungen – Wirkungen – Wertungen, FRLANT 268, Göttingen 2017.